# Лясувка (Нижньосілезьке воєводство)
Лясувка (пол. Lasówka, нім. Kaiserswalde) — село в Польщі, у гміні Бистшиця-Клодзька Клодзького повіту Нижньосілезького воєводства.
Населення — 108 осіб (2011).
У 1975-1998 роках село належало до Валбжиського воєводства.

## Демографія
Демографічна структура станом на 31 березня 2011 року:
|          | Загалом | Допрацездатний вік | Працездатний вік | Постпрацездатний вік |
| -------- | ------- | ------------------ | ---------------- | -------------------- |
| Чоловіки | 59      | 14                 | 42               | 3                    |
| Жінки    | 49      | 5                  | 31               | 13                   |
| Разом    | 108     | 19                 | 73               | 16                   |